# Leszek Werner
Leszek Werner (* 27. April 1937 in Nowe Miasto Lubawskie; † 1. Juli 2014 in Krakau) war ein polnischer Organist und Musikpädagoge.
Werner besuchte zwei Jahre die Musikschule in Toruń und setzte an der Musikakademie Krakau sein Studium in der Orgelklasse von Józef Chwedczuk (Abschluss mit Auszeichnung 1962) fort. Beim Ersten Nationalen Wettbewerb für Alte Musik in Łódź gewann er 1962 den Zweiten Preis. 1962–63 studierte er in Italien an der Accademia Musicale Chigiana in Siena und an der Accademia Nazionale di Santa Cecilia in Rom. 1963 besuchte er bei der Sommerakademie des Mozarteums Salzburg die Orgelklasse von Anton Nowakowski. Bis 1965 setzte er seine Ausbildung in Rom bei Ferruccio Vignanelli am Pontificio Instituto di Musica Sacra fort. 1970 nahm er in Mechelen Unterricht bei Flor Peeters.
1965 wurde Werner Assistent von Józef Chwedczuk an der Musikakademie Krakau. Ab 1976 leitete er als Dozent eine eigene Orgelklasse, 1991 erhielt er eine Professur. Zwei Jahre war er auch Dekan der Fakultät für Instrumentalmusik. Als Organist trat er bei zahlreichen Festivals auf und gab Konzerte in ganz Europa, den USA, Mexiko und der Sowjetunion. Außerdem arbeitete er für das Polnische Fernsehen und war Mitglied der Kammermusikgruppe Cappella Cracoviensis. Für seine Lehrtätigkeit wurde er mit einer Goldmedaille ausgezeichnet.

## Quelle
- Akademia Muzyczna i. Feliksa Nowowiejskiego w Bydgoszczy – Werner Leszek

| Personendaten    | Personendaten                         |
| ---------------- | ------------------------------------- |
| NAME             | Werner, Leszek                        |
| KURZBESCHREIBUNG | polnischer Organist und Musikpädagoge |
| GEBURTSDATUM     | 27. April 1937                        |
| GEBURTSORT       | Nowe Miasto Lubawskie                 |
| STERBEDATUM      | 1. Juli 2014                          |
| STERBEORT        | Krakau                                |